# Muhammad Yunus
Muhammad Yunus (em bangladesh: মুহাম্মদ ইউনুস Muhammod Iunus; Chittagong, 28 de junho de 1940), é um economista e banqueiro bengali. Atualmente é chefe do governo interino de Bangladesh, após a primeira-ministra Sheikh Hasina entregar seu cargo e fugir do país. Em 2006 foi laureado com o Nobel da Paz. É autor do livro Banker to the poor (em Português, O banqueiro dos pobres). Pretende acabar com a pobreza através do banco que fundou, do qual é presidente e o governo de Bangladesh é o principal acionista, o Grameen Bank, que oferece ativamente microcrédito para milhões de famílias. Afirma que é impossível ter paz com pobreza.

## Vida
É o terceiro de uma família de 14 filhos, dos quais 5 morreram nos primeiros anos. Formou-se em Economia em Bangladesh, doutorou-se na Universidade Vanderbilt e foi professor na Universidade de Dhaka. Em 1976, constatou as dificuldades de pessoas carentes em obter empréstimos na aldeia de Jobra, num Bangladesh empobrecido e recém-separado do Paquistão. Por não poderem dar garantias, os bancos recusavam-lhes as pequenas quantias que permitiriam comprar materiais para trabalhar e vender, e os usuários taxavam os empréstimos com juros altos. Yunus acredita que todo ser humano possui instintos de sobrevivência e auto-preservação, uma prova disto são os milhões de pobres que existem no mundo, onde mesmo miseráveis, conseguem contornar ao máximo sua situação. Sendo assim, a forma mais efetiva de ajudar estas pessoas é incentivar o que elas já tem, seu instinto. Quando confere recursos para estas pessoas, por pouco que seja, consegue melhorar sua condição de vida utilizando-se do seu já senso de sobrevivência.
Muhammad Yunus criou então o Banco Grameen, que empresta sem garantias nem papéis, sendo, sobretudo, procurado por mulheres: elas são 97% dos 6,6 milhões de beneficiários. A taxa de recuperação é de 98,85%. Em maio de 2011 renunciou à presidência do Banco Grameen. Yunus era acusado de não ter respeitado as regras de nomeação do diretor-geral do banco, quando foi reconduzido no cargo em 2000. À luz das regras do Grameen Bank, Yunus devia ter sido nomeado com o acordo prévio do banco central do país.
Depois de dissolver o parlamento em 6 de agosto de 2024, o presidente de Bangladesh, Mohammed Shahabuddin, nomeou Yunus para servir como chefe do governo interino de Bangladesh, de acordo com as demandas dos estudantes após a renúncia da ex-primeira-ministra Sheikh Hasina. A sua absolvição, após recurso, no dia seguinte, de acusações de violações do código laboral consideradas de motivação política, facilitou o seu regresso ao país e a sua nomeação. Ele assumiu o cargo de Conselheiro Chefe do governo interino da República Popular de Bangladesh em 8 de agosto de 2024.

## Criador do conceito de microcrédito
A palavra "microcrédito" não existia até à década de 1970. Yunus cunhou-o para designar um tipo muito específico de crédito, que ele concebera, e cujo objeto principal não são os pequenos produtores, mas sim as populações pobres, que não têm, absolutamente, acesso a qualquer outro tipo de crédito.
Yunnus concebeu, e conseguiu implantar, a mais conhecida e bem-sucedida experiência de microcrédito do mundo. Yunus a iniciou em 1976, concedendo empréstimos de pequena monta, com seus próprios recursos, para famílias muito pobres de produtores rurais, focalizando principalmente nas mulheres. Os bons resultados obtidos nessa primeira fase do projeto levaram-no a expandir essas operações com recursos de terceiros.
Em 2006, Yunus e o Grameen Bank ganharam o Prêmio Nobel da Paz. De acordo com o comitê responsável pelo prêmio Nobel, a distinção é um reconhecimento "aos seus esforços para gerar desenvolvimento econômico e social a partir de baixo. O desenvolvimento a partir da base também contribui para o avanço da democracia e dos direitos humanos".

## A ideia inicial
Morando em Bangladesh - um pequeno país no subcontinente Indiano, com 130 milhões de habitantes, uma renda per capita de cerca de US$ 300 e com 62% da população analfabeta - para onde retornou após ter estudado Economia nos Estados Unidos, como bolsista do programa Fulbright - o Professor Yunus lecionava Teoria Econômica na Universidade Chittagong, enquanto tentava descobrir como poderia utilizar tanta "teoria" para resolver o simples problema das pessoas que morriam famintas a seu redor.
Yunus atribui a origem de sua visão a um encontro fortuito, em Jobra, com Sufia Begum, uma jovem de 21 anos que lutava desesperadamente para sobreviver. Para poder trabalhar Sufia tinha tomado emprestado cerca de 25 centavos de dólar americano a um agiota de seu bairro, que lhe cobrava juros de 10% ao dia. Com esse dinheiro, Sufia comprava bambu para fazer tamboretes. De acordo com o "contrato de empréstimo", Sufia era obrigada a vender seus tamboretes exclusivamente ao agiota que lhe financiara e que pagava um valor muito abaixo do valor de mercado. Assim  Sufia conseguia obter um "lucro" de cerca de 2 centavos de dólar. Para todos os efeitos a condição de trabalho de Sufia era equivalente à de escravo.
Yunus encontrou 42 mulheres em Jobra nas mesmas condições e resolveu, ele mesmo, emprestar-lhes seu próprio dinheiro a taxas bancárias normais. Inicialmente emprestou 27 dólares, aproximadamente 62 centavos por tomadora.
Surpreendentemente, Yunus recebeu de volta, com pontualidade, o capital e os juros de todos os empréstimos que fizera Isso lhe deu a ideia que talvez fosse possível expandir esse processo.

## O "Grameencredit"
Explica Muhammad Yunus:
O "Grameencredit" (crédito do Banco Grameen) baseia-se na premissa de que os pobres têm habilidades profissionais não utilizadas, ou subutilizadas. Definitivamente não é a falta de habilidades que torna pobres as pessoas pobres. O Grameen Bank acredita que a pobreza não é criada pelos pobres, ela é criada pelas instituições e políticas que o cercam. Para eliminar a pobreza, tudo o que temos de fazer é implementar as mudanças apropriadas nas instituições e políticas, e/ou criar novas instituições e políticas (…) o Grameen Bank criou uma metodologia e uma instituição para atender às necessidades financeiras dos pobres e criou condições razoáveis de acesso a crédito, capacitando os pobres a desenvolverem suas habilidades profissionais para obter uma renda maior a cada ciclo de empréstimos.

### Características gerais do microcrédito (no conceito de Yunus)
O "Grameencredit":
- a) Promove o crédito como um dos direitos humanos;
- b) Sua missão principal é auxiliar as famílias pobres a se ajudarem a superar a pobreza. É dirigido aos mais pobres, especialmente às mulheres pobres;
- c) Uma das características que mais destaca o "Grameencredit" é que não é baseado em qualquer garantia real, nem em contratos que tenham valor jurídico. É baseado exclusivamente na confiança, e não no Direito ou em algum outro sistema coercitivo;
- d) É oferecido no intuito de gerar auto-empregos, fomentando atividades que criem rendas para os pobres, ou ainda para a construção de sua habitação, ao contrário dos empréstimos destinados ao consumo;
- e) Foi criado para enfrentar os bancos tradicionais, que rejeitam os pobres - para eles considerados "indignos de crédito". Em consequência disso, o "Grameencredit" rejeita a metodologia bancária tradicional e criou sua metodologia própria;
- f) Oferece seus serviços na porta da casa dos pobres, adotando o princípio de que as pessoas não devem ir ao banco mas sim o banco às pessoas;
- g) Para obter um empréstimo um tomador tem que se reunir a um grupo de tomadores, que ficam moralmente responsáveis por seu pagamento;
- h) Os empréstimos podem ser obtidos numa sequência sem fim. Novos empréstimos tornam-se disponíveis se os anteriores estiverem sendo pagos;
- i) Todos os empréstimos devem ser pagos em pequenas prestações, semanais ou bi-semanais;
- j) Mais de um empréstimo pode ser concedido, simultaneamente, ao mesmo tomador;
- k) Os empréstimos são sempre vinculados a planos de poupança para os tomadores, obrigatórios e voluntários;
- l) Geralmente esses empréstimos são concedidos por instituições sem fins lucrativos, ou por instituições cuja propriedade é controlada, na sua maioria, pelos próprios tomadores. O "Grameencredit" procura operar a uma taxa de juros o mais próximo possível dos juros do mercado local, cobrando a taxa básica (no Brasil seria a taxa SELIC), não a taxa cobrada pelos emprestadores tradicionais. As operações do "Grameencredit" devem ser auto-sustentáveis;
- m) A prioridade do "Grameencredit" é construir o "capital social". Isso é obtido pela criação de grupos e centros, destinados a desenvolver lideranças. O "Grameencredit" dá uma ênfase toda especial à "formação do capital humano" e à proteção do meio-ambiente.